# Мецский собор
Мецский собор (Собор Святого Стефана; фр. Cathédrale Saint-Étienne de Metz, нем. Stephanuskathedrale von Metz) — готический католический собор в городе Меце, департамент Мозель, регион Лотарингия. Он был сформирован в XIV веке объединением двух церквей: неф Святого Стефана, построенный в XIII веке, был пристроен к северной стороне более старой романской церкви. Собор находится в самом центре города, на площади Оружия (фр. Place d'Armes), где он является основным объектом исторической центральной части города (фр. centre ville).
В XV веке были добавлены поперечный неф и хоры. Этот неф, высотой 41,41 метра, является третьим по величине во Франции. Выше только Бовенский и Амьенский соборы.

## История

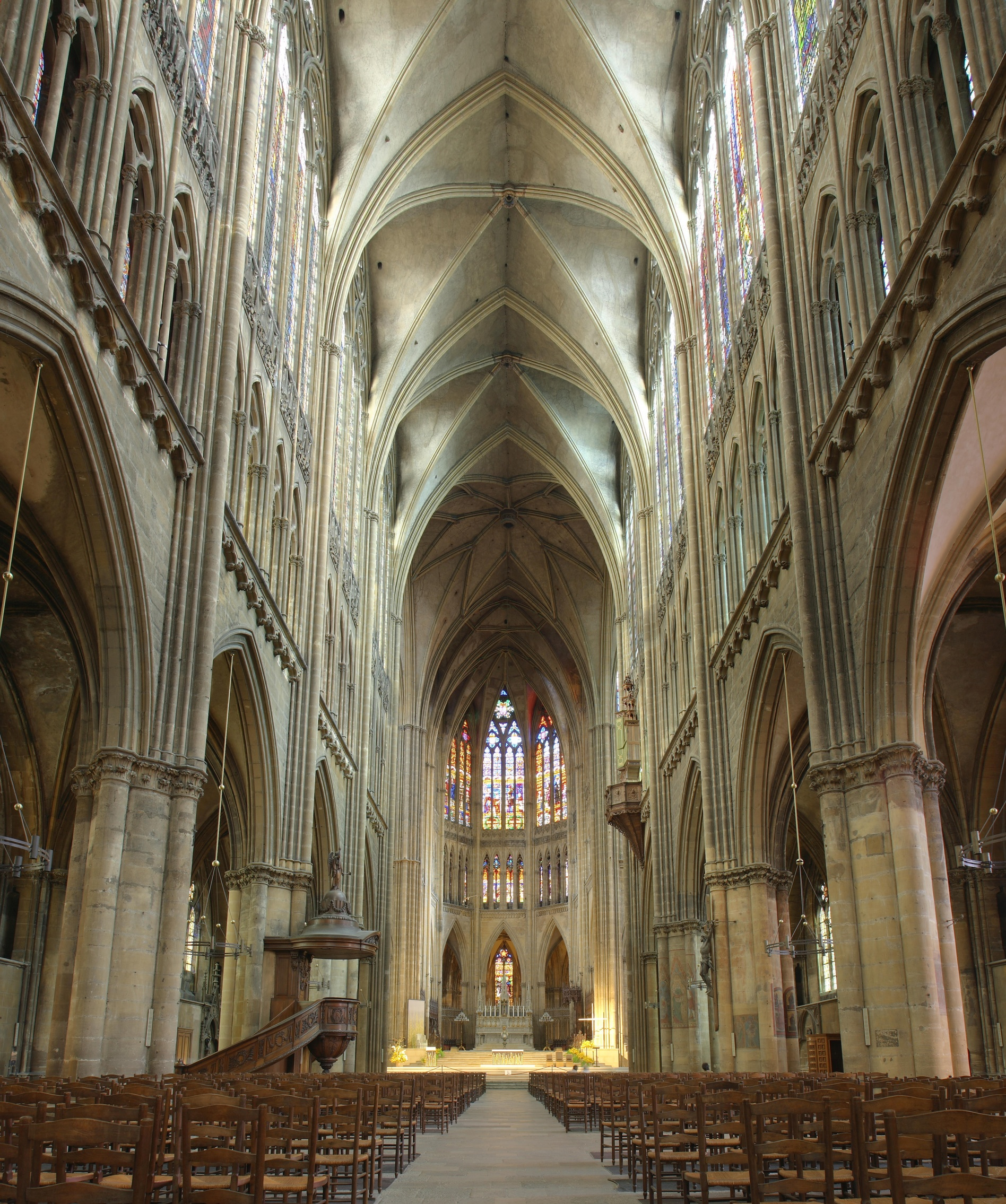
Нефы достигают сорока метров в высоту

Собор был освящен в V веке в честь святого Стефана, который стал популярен после обретения его мощей в Иерусалиме в 415 году. Ему также посвящены некоторые другие французские соборы: агдский, осерский, буржский, каорский, шалон-ан-шампаньский, лиможский, санский, тульский, тулузский, собор в Мо. Большинство из них построены в V веке.
Мец был епископальным центром с третьего столетия. Григорий Турский отмечал, что собор Святого Стефана был единственной постройкой, уцелевшей после разорения города гуннами 7 апреля 451 года. Согласно истории епископов Меца, написанной в 784 году Ломбардом Бенедиктинским, Пипин Короткий финансировал строительство, выполненное под руководством епископа Хродеганга (742—766): были построены балдахин, алтарь, пресвитерий и амбулаторий. В 965—984 годах все они были заменены новыми, в стиле романской архитектуры. Работы проводились епископом Теодорихом I под покровительством императоров Оттона I и Оттона II. Новая базилика была завершена и освящена в 1040 году его преемником, Теодорихом II.
Следующая реконструкция началась через два века. В 1220 году было заложено здание в готическом стиле по заказу епископа Конрада Шарфенека. Оно не было завершено примерно до 1520 года. Освящение нового собора состоялось 11 апреля 1552 года.
В 1764 году парижским архитектором Жак Франсуа Блонделем была предложена реконструкция здания. Проект поддержал губернатор Труа-Эвеше, решивший, что Мец не должен отставать от Нанси и его площади Станислава. Было решено построить Королевское место перед готическим собором, для чего пришлось разрушить фасад, монастырь и три приписных храма: Сен-Пьер-ле-Вьё, Сен-Пьер-ле-мажёр и часовню лотарингского дома.

## Витражи

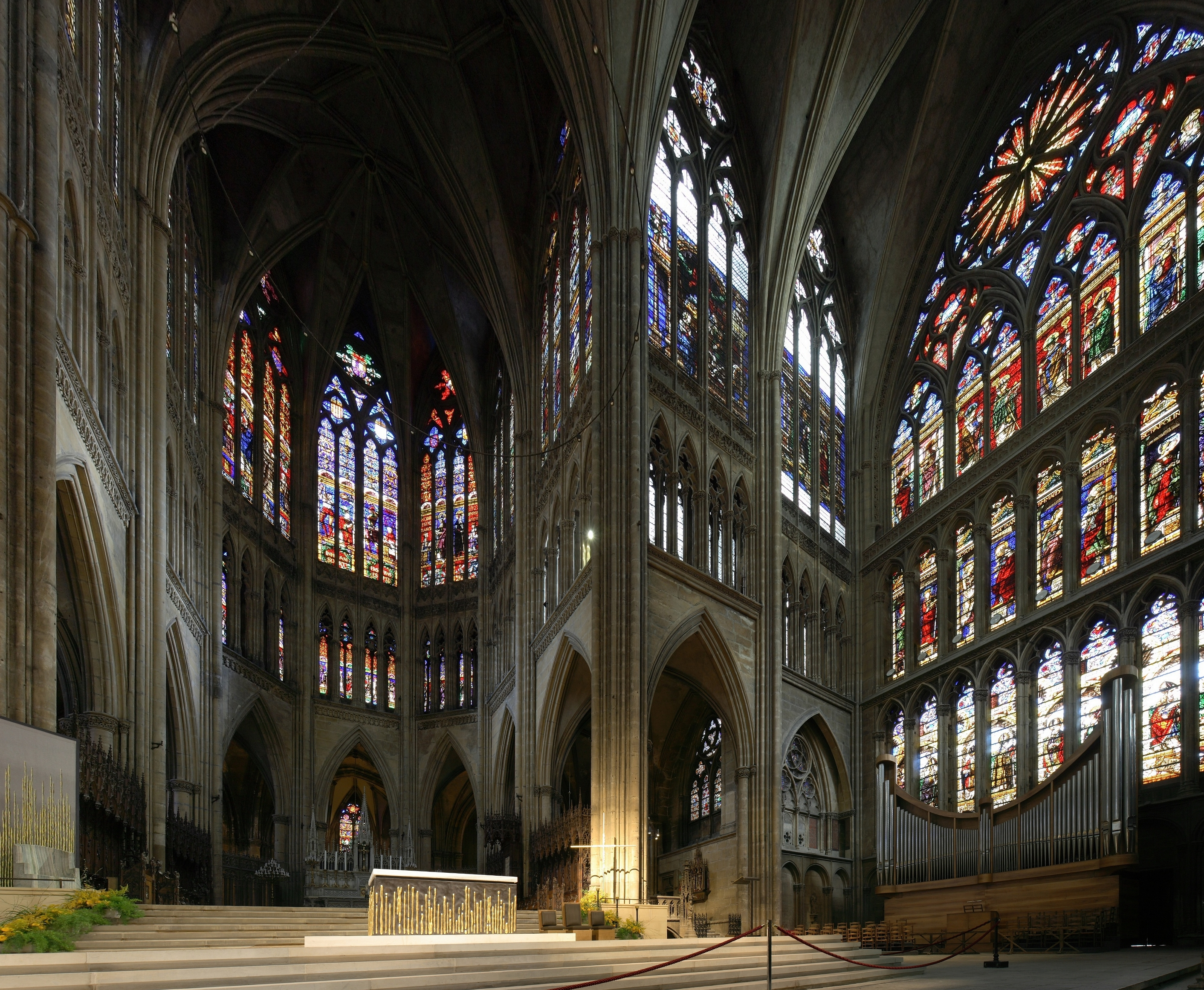
Витражи Мецского собора

Витражи были сделаны мастерами Германом де Мюнстером в XIV веке и Валентином Бушем в XVI-м. В период между 1958 и 1968 годами художник Марк Шагал изготовил 19 витражей для собора. Роджер Бисьер создал условия для дальнейшего сохранения окон.